# Hiroki Hattori
Hiroki Hattori (Gunma, 30 augustus 1971) is een voormalig Japans voetballer.

## Carrière
Hiroki Hattori speelde tussen 1994 en 2003 voor Yokohama Flügels, Kawasaki Frontale, Shimizu S-Pulse, Albirex Niigata, Avispa Fukuoka en Sagan Tosu.